# 弦楽四重奏曲第4番 (ショスタコーヴィチ)
弦楽四重奏曲第4番 ニ長調 作品83 は、ドミートリイ・ショスタコーヴィチが1949年に作曲した弦楽四重奏曲。

## 作曲の経緯
1949年3月、ショスタコーヴィチはニューヨークで開催された世界平和文化科学会議にソビエト連邦の派遣団の一員として参加したが、会議の合間にジュリアード弦楽四重奏団の演奏会に出かけている（演目はバルトークの弦楽四重奏曲第1番、第4番、第6番）。この演奏会が刺激となったらしく、帰国後、すぐに弦楽四重奏曲の作曲に着手した。第2楽章まで作り終えた後、オラトリオ「森の歌」作曲のため一旦中断したが、1949年12月27日に全曲を完成している。曲は画家、舞台デザイナーのピョートル・ヴィリアムス（1902-1947）の思い出に捧げられた。

## 初演
作曲後、ショスタコーヴィチは友人らに意見を求めたが、演奏すべきではない、発表しても成功しないだろうという否定的な反応ばかりであった。ベートーヴェン弦楽四重奏団の第1ヴァイオリン奏者であったドミトリー・ツィガーノフも意見を求められた一人であったが、ショスタコーヴィチに対し作品の発表について結論を下す前にとにかく稽古に入ろうと提案したという。ベートーヴェン弦楽四重奏団は1950年2月10日より練習を開始し、同年5月15日、芸術問題委員会の音楽部門部長、ショスタコーヴィチ夫妻、少数の作曲家を前に試演を行ったが、結局、この試演の結果、作品の発表を控えるという結論に達したらしい。
一般向けの初演はスターリンが亡くなった後の1953年12月3日に、ベートーヴェン弦楽四重奏団によってモスクワで行われた。

## 曲の構成
全4楽章、演奏時間は約22分。
- 第1楽章 アレグレット
ニ長調、2分の2拍子、小ロンド形式。
2つのヴァイオリンにより、東洋的な第1主題が呈示される。
- 第2楽章 アンダンティーノ
ヘ短調、3分の4拍子、三部形式。
- 第3楽章 アレグレット
ハ短調、4分の4拍子、ロンド形式。
チェロが第1主題を奏する。
- 第4楽章 アレグレット
ニ長調、4分の4拍子、ソナタ形式。